# Église réformée hongroise de Stara Moravica
L'église réformée hongroise de Stara Moravica (en serbe cyrillique : Мађарска реформаторска црква у Старој Моравици ; en serbe latin : Mađarska reformatorska crkva u Staroj Moravici) est une église calviniste située à Stara Moravica, dans la province de Voïvodine, dans la municipalité de Bačka Topola et dans le district de Bačka septentrionale en Serbie. Elle est inscrite sur la liste des monuments culturels protégés de la république de Serbie (identifiant no SK 1823).

## Présentation
L'église, caractéristique d'un mélange de baroque et de classicisme, a été construite en 1822.
Elle est constituée d'une nef unique prolongée par une abside demi-circulaire. Les murs latéraux et l'abside sont rythmés par des pilastres surmontés de demi-chapiteaux ioniques. La façade est dominée par un haut clocher de style baroque stylisé ; le toit de ce clocher est orné de reliefs en étain jaune doré représentant des motifs végétaux.
Le mobilier intérieur, chaire, bancs et orgue, sont de style classique.